# Alaró
Alaró är en kommun i Spanien. Den ligger i den autonoma regionen Balearerna i östra delen av landet. Antalet invånare är 6 037 (2024). Arean är 45,72 kvadratkilometer. Alaró ligger på ön Mallorca. Alaró gränsar till Binissalem, Bunyola, Escorca, Lloseta, Santa Maria del Camí, Mancor de la Vall och Consell. 